# Fort Charlet (Corse)
Le Fort Charlet (ou fort Torretta) est un fort militaire construit en 1845 à Calvi, en Balagne (Corse). Depuis 2019, il abrite le Centre de Conservation et de Restauration du Patrimoine Mobilier de Corse (CCRPMC).

## Historique
Le fort de la Torretta (baptisé Charlet au XIXe siècle) fut bâti sur les dessins du capitaine de génie Esmenard à partir de 1843 et achevé en 1845.
Le bâtiment principal est une grosse batterie d'artillerie, remanié au fil des ans. Fin XIXe - début XXe siècle, de nouveaux bâtiments et des prisons sont ajoutés.
L'ancienne batterie d'artillerie devient un quartier de casernement et un centre de détention dans une enceinte fortifiée. À partir des années 1930, des opposants des colonies françaises, en particulier malgaches, y furent incarcérés. Les bastions abritèrent aussi les quartiers disciplinaires de l'Infanterie de marine, appelées "Sections spéciales" ou "La Camise". Dans la nuit du 20 octobre 1930, le fort est le siège d'une mutinerie de 5 fusiliers marins, barricadés en chantant l'Internationale et agitant le drapeau rouge. Ils sont jugés et acquittés par le tribunal maritime de Toulon.

Plus tard, le 2e régiment étranger de parachutistes (|2e REP) de la Légion étrangère en assura la garde et les bâtiments servirent de terrain d'entraînement militaire. Démilitarisé, le fort Charlet a accueilli les services techniques de la mairie de Calvi.
Depuis le 12 février 2019, le fort Charlet devient le Centre de conservation et de restauration du patrimoine mobilier de Corse.